# 忠诚湾
信赖湾（拉丁語：Sinus Fidei）是月球近月面上位于汽海北面的一处小月海，大约70公里长，月面坐标北纬17.99°、东经2.04度。直到1974年，它的名字才出现在美国军事测绘局为美国宇航局绘制的月球图上，1976年被国际天文学联合会批准认定。
信赖湾嵌入在澄海、汽海和雨海间的三角地带-“雪陆”中，从西到北与阿尔卑斯山脉接壤；向东30公里是幸福湖(菲里斯塔迪斯湖)；月湾西部有几座已损毁的大撞击坑：直径22公里的"马可·波罗 S"、28公里的"马可·波罗 P"和38公里的"马可·波罗 M"；月湾东岸远处是4公里的卫星坑"科农 W"，这是截止2015年月湾大部分区域中已命名的陨石坑。
在月湾北部蜿蜒着40公里长，2.5公里宽的沟壑-「科农月溪」（Rima Conon）以及数条较小的无名裂缝，其中三条构成了一个著名的希腊字母“π”的形状。
信赖湾表面低于月面基准高度0.6-0.8公里，但较汽海中心高出0.4-0.6公里。

## 图集

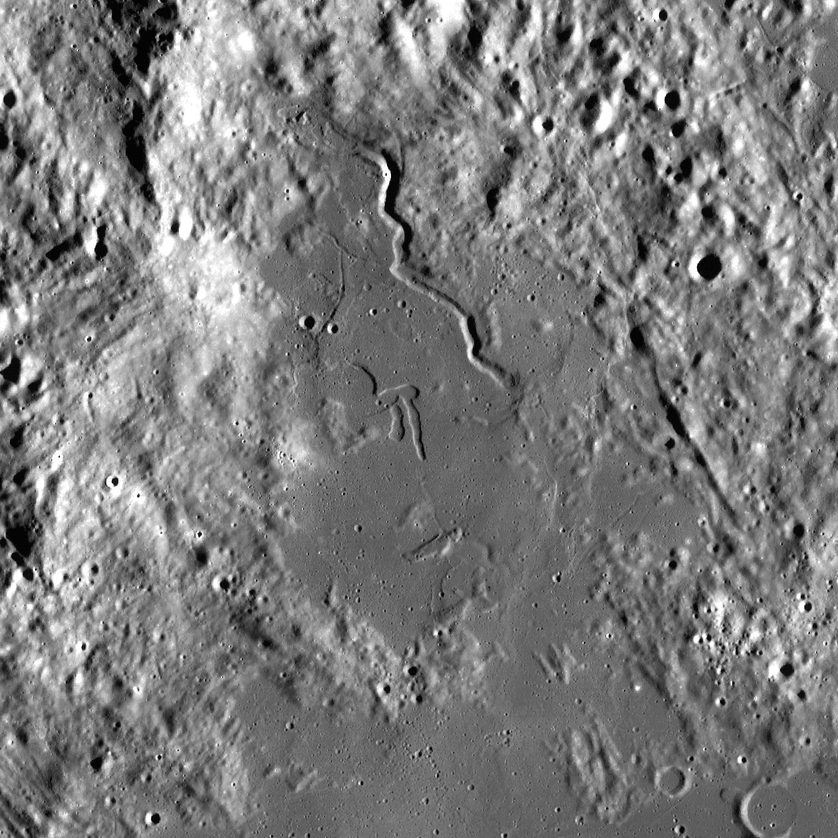
月球勘测轨道飞行器拍摄的拼接图，中央有一"π"形状 (宽度为100公里)
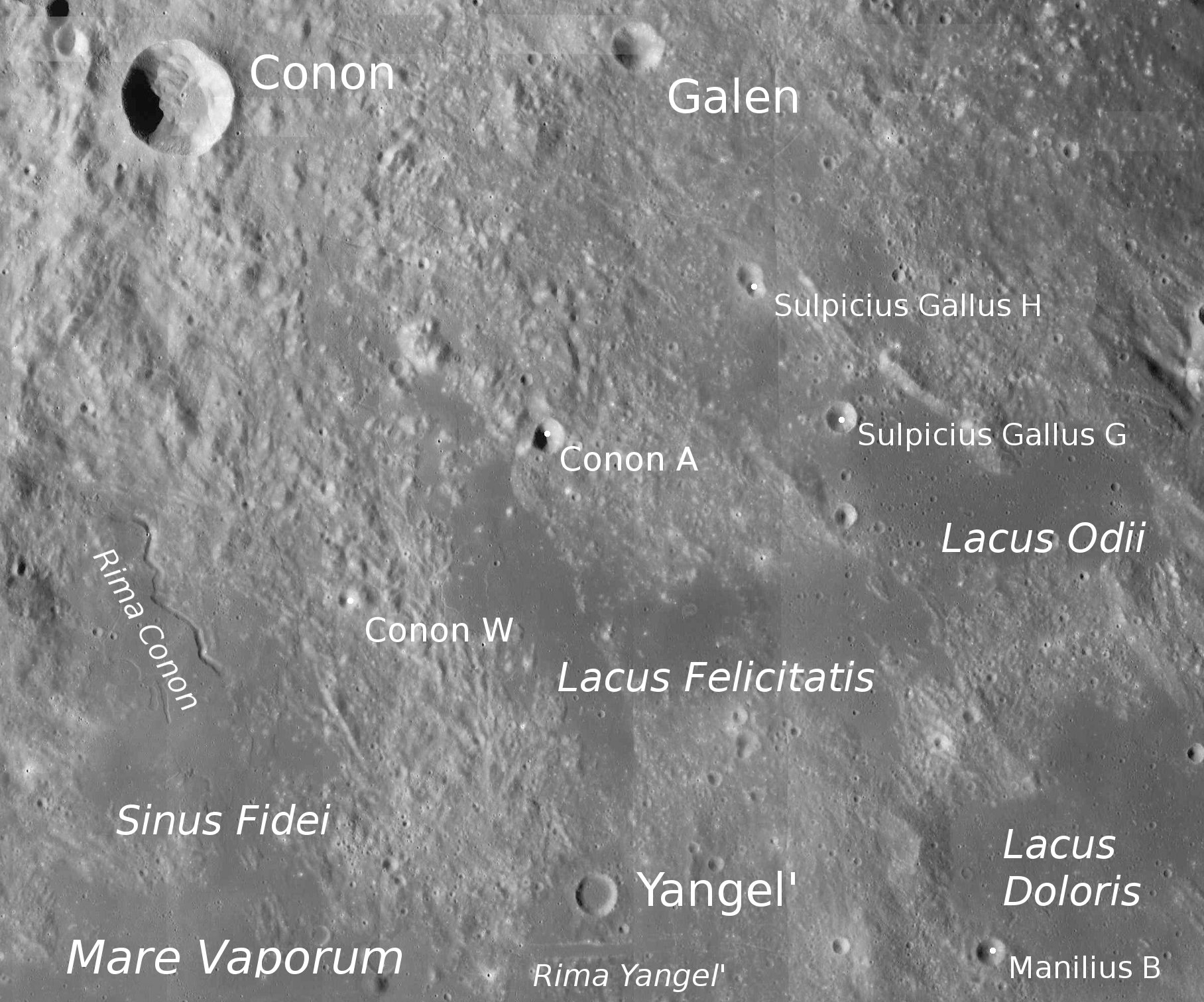
信赖湾及周边地貌图
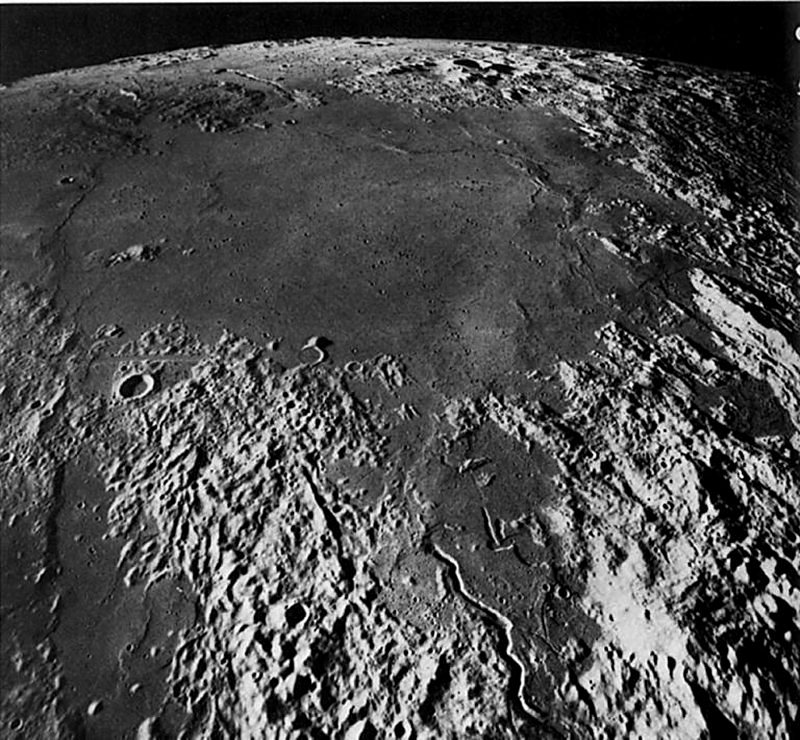
汽海，依赖湾靠近右下。1972年阿波罗17号拍摄，图为上南下北。